# Dolgorukovo (Oblast' di Kaliningrad)
Dolgorukovo (in russo Долгоруково?) è una località della Russia, nell'oblast' di Kaliningrad.

## Storia
Storicamente appartenuta alla Germania, fu nota fino al 1945 con il nome di Stablack.

## Geografia antropica
Il comune rurale di Dolgorukovo (Sel'skoe poselenie Dolgorikovskoe) comprende 18 centri abitati (poselok):
- Dolgorukovo (Долгоруково)
- Avgustovka (Августовка)
- Bogatovo (Богатово)
- Bal'ki (Вальки)
- Vysokoe (Высокое)
- Dubrovka (Дубровка)
- Kamenka (Каменка)
- Krasnoarmejskoe (Красноармейское)
- Krasnoznamenskoe (Краснознаменское)
- Lermontovo (Лермонтово)
- Nagornoe (Нагорное)
- Poberež'e (Побережье)
- Pograničnoe (Пограничное)
- Podgornoe (Подгорное)
- Puškino (Пушкино)
- Slavskoe (Славское)
- Čapaevo (Чапаево)
- Širokoe (Широкое)